# Armando Choque
Armando Choque (Madrid, 11 de septiembre de 1997) es un jugador de baloncesto con nacionalidad española y boliviana. Con 1,98 m de altura, actualmente ocupa la posición de alero en el Grasshopper Club Zúrich y es internacional con la Selección absoluta de Bolivia desde 2018.

## Trayectoria
Tras pasar por diferentes categorías de Villalba y Torrelodones, debutó en Liga EBA en 2017 con el CD Estudio. En 2018 recibió la primera convocatoria de la Selección de Bolivia para participar en los Juegos Suramericanos de 2018 y en ese mismo año disputó la Libobasquet para el CD Pichincha de Potosí. Desde la temporada 2018/19 hasta la 2020/21 jugó en el CD Estudio, donde acabó promediando 14,3 puntos, 5,1 rebotes, 1,9 asistencias y 1,1 robos en 26,3 minutos durante la liga regular y llegando a los 15,8 puntos en la fase de clasificación a LEB Plata, situándose entre los mejores exteriores de toda la competición. Tras empezar la temporada en el Real Canoe N.C, fichó por el Grasshopper Club Zúrich donde actualmente juega.
Desde 2016 hasta 2021 disputó el Campeonato de Madrid Universitario, siendo campeón en tres ediciones (2016/17, 2017/18, 2020/2021), y el Campeonato de España Universitario, donde fue campeón en 2018 y ocupó el tercer puesto en 2017.

## Internacional
Debutó en 2018 con la Selección de baloncesto de Bolivia, donde fue convocado a los Juegos Suramericanos de 2018 y posteriormente jugó en el Pre-Clasificatorio del Campeonato FIBA Américas de 2021 contra la selección de Ecuador. Tras clasificar en esa 1.ª fase, brilló en la 2,ª fase del Pre-Clasificatorio del Campeonato FIBA Américas de 2021 disputada en Colombia en 2019 con unos promedios de 11,7 puntos, 6,7 rebotes y 1 asistencia, ante selecciones como Colombia o Paraguay. 
En 2021 tuvo un papel importante en la primera ronda del Preclasificatorio a la Copa del Mundo de Baloncesto de 2023, donde registró su récord de puntuación en un partido internacional con 23 puntos en el partido de vuelta en Guayaquil, Ecuador, contra la selección de Ecuador. Con esta clasificación, Bolivia logró pasar a la segunda ronda, donde se enfrentó a las selecciones de Chile, Paraguay y Nicaragua. Destacó especialmente en la histórica victoria de Bolivia por 87-82 sobre Nicaragua, aportando 13 puntos, 6 rebotes, 4 asistencias y 3 robos en 23 minutos de juego.